# Xi Kang
Xi Kang ili Ji Kang (223. – 262.) bio je kineski književnik, pjesnik, taoistički filozof, glazbenik i alkemičar, koji je živio u državi Cao Wei, jednom od Tri kraljevstva. Poznat je kao autor brojnih tekstova na temu dugovječnosti, etike, politike, glazbene teorije, kao i guqin glazbenih skladbi. 
Pripadao je kružoku taoističkih i drugih nonkonformističkih mislilaca kasnije poznatih kao Sedam mudraca Bambusovog gaja. Njemu je pripadao i Ruan Ji s kojim će otpočeti homoseksualnu ljubavnu vezu. Kineski tekstovi navode kako je Gospa Han, supruga filozofa Shan Taoa, jednog od članova skupine, promatrala Ruana Jia kako vodi ljubav sa Xi Kangom te, duboko impresionirana Ruan Jijevom vještinom, svom mužu poslije rekla "kako je s Ruan Jijem jednak po intelektu, ali ne i u spavaćoj sobi".
Xi Kangov nonkonforizam se očitovao u žestokoj kritici konfucijanstva i mnogih društvenih normi svog vremena. Te kritike su s vremenom počele skandalizirati javnost, a kada je javno kritizirao ministre Zhong Huija i Sima Zhaoa, uhićen je i osuđen na smrt.

## Vanjske poveznice
- Xi Kang Xi Kang and Qin music.